# Les Bons
Les Bons is een dorp in Midden-Andorra met 1117 inwoners (2017). Het dorp is gelegen in de parochie Encamp en ligt op een hoogte van 1617 meter. De hoofdstad van Andorra, Andorra la Vella, ligt ongeveer 8 kilometer naar het westen. Encamp, de hoofdstad van de parochie, ligt een kleine 600 meter naar het noorden.
Les Bons ligt aan de CG-2 een weg tussen de hoofdstad en de Franse grens bij El Pas de la Casa en ten zuiden van de Valira-rivier.

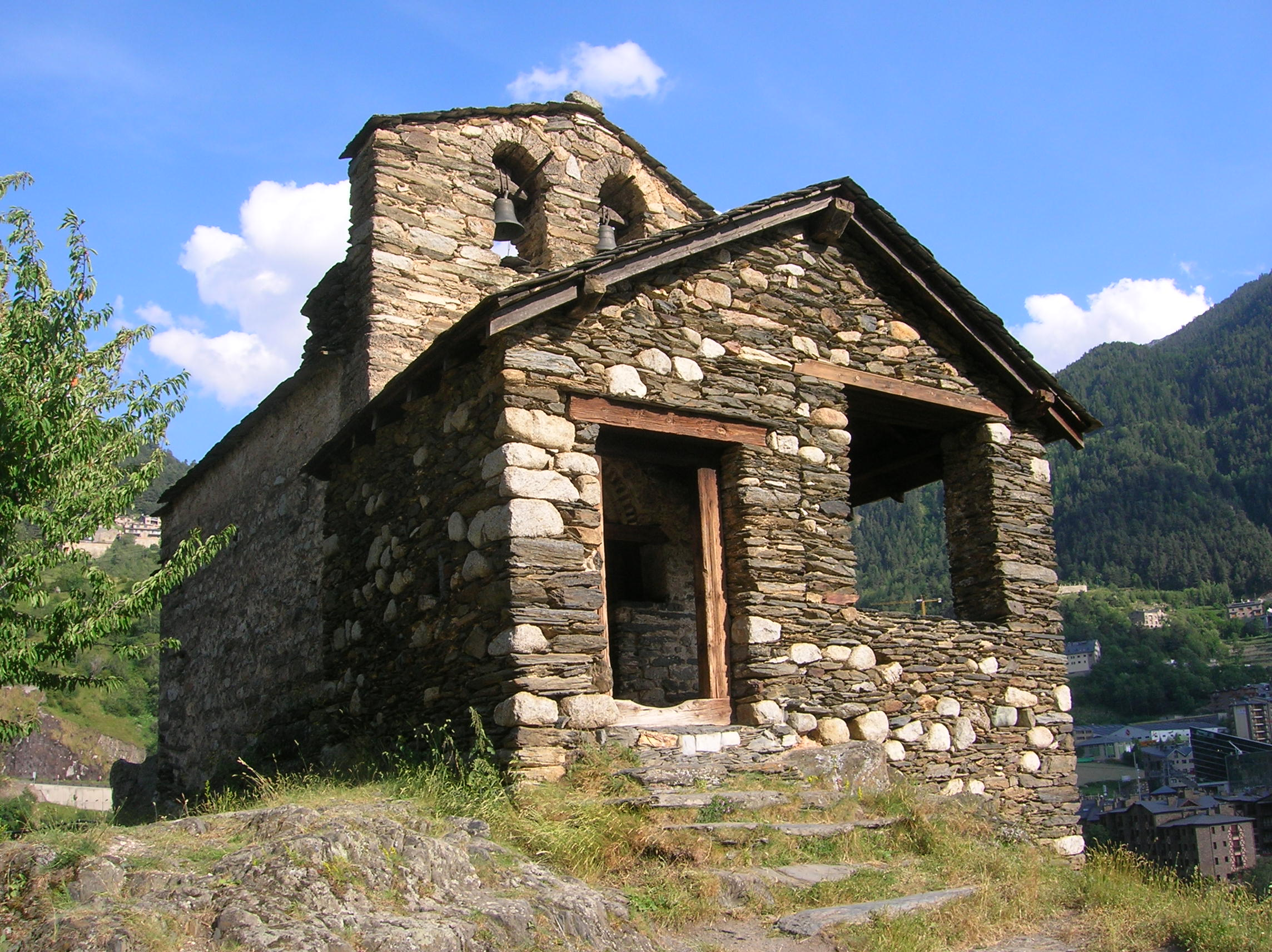
De 12e-eeuwse kerk van Les Bons